# Château de Montorgiali
Le château de Montorgiali (en italien : Castello di Montorgiali) constituent le système défensif  de Montorgiali, un hameau de la commune de Scansano, dans la province de Grosseto en Toscane,.

## Histoire
La fortification a été construite au XIIe siècle comme possession d'une famille locale, les comtes de Montorgiali, vassaux de la branche Santa Fiora de la famille Aldobrandeschi.
L'ensemble fut une propriété privée jusqu'à la seconde moitié du XIVe siècle, date à laquelle il fut intégré à la république de Sienne, à la suite du sort des châteaux voisins. En 1224, les comtes de Montorgiali décidèrent de prendre le parti de la république de Sienne dans le conflit qui opposait cette dernière aux Aldobrandeschi de la branche de Santa Fiora ; cette décision les entraîna dans plusieurs guerres dont les coûts les contraignirent à vendre certains domaines environnants. Le 31 décembre 1378, le château fut également définitivement vendu à la république de Sienne. La domination siennoise prit fin au milieu du XVIe siècle lorsque, après la chute définitive de la République, elle fut annexée au grand-duché de Toscane.
Au cours des siècles suivants, le château fut vendu à des particuliers et, plus récemment, divisé en plusieurs unités d'habitation.

## Description
Le château de Montorgiali est situé dans une position dominante sur toute la ville, à droite de l'église San Biagio. Entre le bâtiment adjacent à l'église et l'angle gauche du château, se situe une courtine en pierre, où s'ouvre une porte en arc en plein cintre, au-dessus de laquelle se trouvent les armoiries avec le lion des habitants de Sienne ; une autre porte en arc segmentaire est située du côté nord.
Le château apparaît comme une imposante structure rustique composée d'une série de bâtiments rapprochés. Les fenêtres, disposées sur trois niveaux, sont en plein cintre, tandis qu'en certains points des murailles extérieures sont visibles des fentes et des corbeaux qui servaient à attaquer les ennemis qui s'approchaient d'elles.
Les parties supérieures ont des toits à une seule pente pour chaque bâtiment, chacun étant recouvert de briques toscanes classiques en terre cuite.

## Galerie

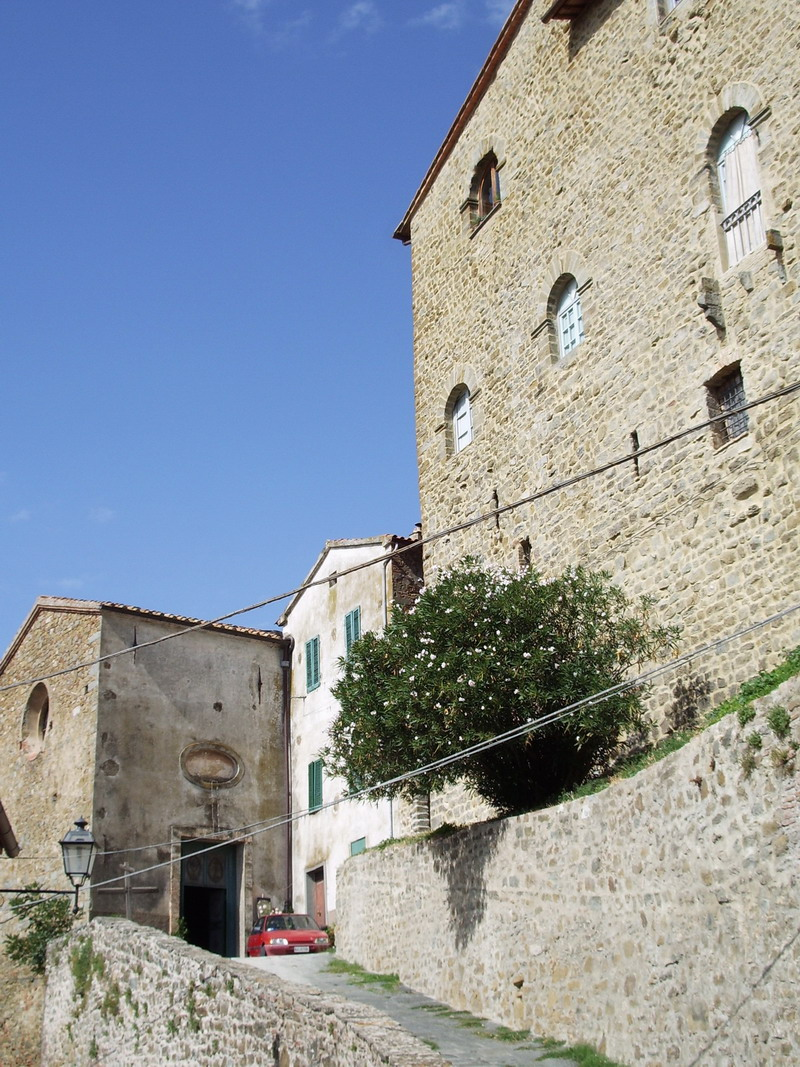
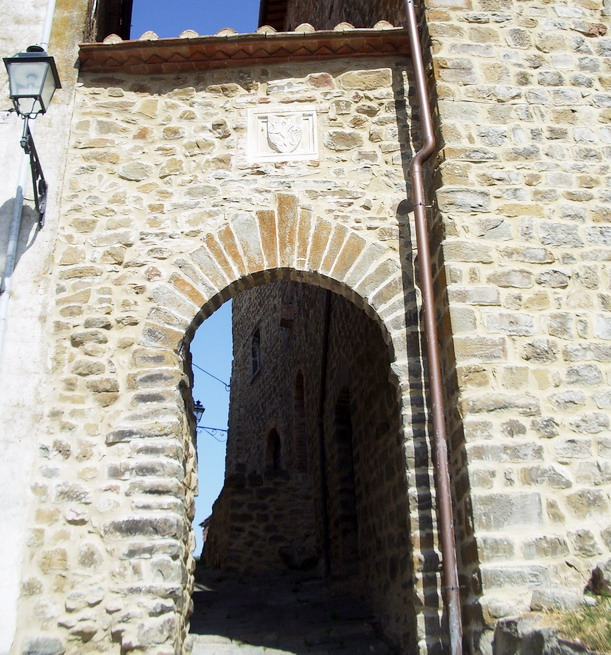
La porte du château.
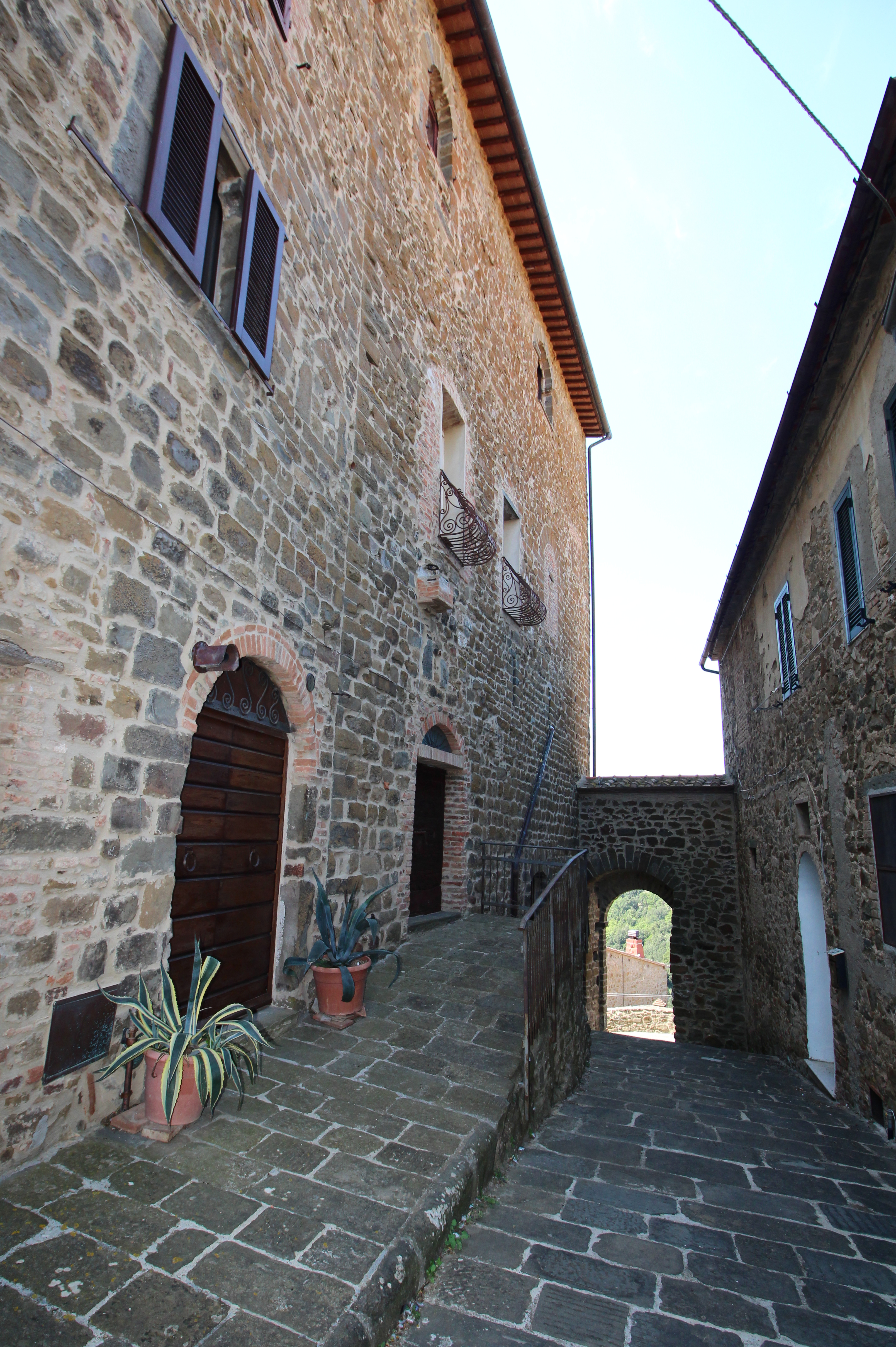